# Chris Humphreys
Pour les articles homonymes, voir Humphreys.
Ne doit pas être confondu avec Chris Humphrey.
Chris Humphreys, né à Toronto, au Canada, est un écrivain et acteur canadien, auteur sous la signature de C.C. Humphreys de plusieurs romans policier historiques et de fantasy.

## Biographie
Chris Humphreys est le petit-fils de l'acteur Cecil Humphreys (en). Il grandit à Los Angeles jusqu'à l'âge de sept ans, puis au Royaume-Uni. Il joue dans de nombreuses séries télévisées britanniques ou américaines.
Sous la signature C.C. Humphreys, il publie en 2001 son premier roman, The French Executioner. C'est le premier volume d'une série consacrée à Jean Rombaud, un bourreau français amené en Angleterre en 1536 pour l'exécution d'Anne Boleyn.
Sous la même signature, il publie également des romans d'aventures historiques et des romans pour jeunes adultes. Le personnage principal de sa série Jack Absolute est basé sur le personnage principal de la pièce Les Rivaux (The Rivals) de Richard Brinsley Sheridan.
En 2014, il fait paraître Plague: Murder has a New Friend, grâce auquel il est lauréat du prix Arthur-Ellis 2015 du meilleur roman.

## Œuvre

### Romans signés C. C. Humphreys

#### SérieJean Rombaud
- The French Executioner (2001)
- Blood Ties (2003) (autre titre The Curse of Anne Boleyn)

#### SérieJack Absolute
- Jack Absolute (2004)
- The Blooding of Jack Absolute (2005)
- Absolute Honor (2006)

#### Autres romans
- Vlad: The Last Confession (2007)
- The Hunt of the Unicorn (2011)
- A Place Called Armageddon: Constantinople 1453 (2011)
- Shakespeare’s Rebel (2013)
- Plague: Murder has a New Friend (2014)
- The Curse of Anne Boleyn (2015)
- Fire (2016)
- The Hunt of the Dragon (2016)
- Chasing the Wind (2018)

### Romans signés Chris Humphreys

#### SagaRunestone
- The Fetch (2006)
- Vendetta (2007)
- Possession (2008)

## Filmographie

### À la télévision
- 1979 : 1 épisode de la série télévisée britannique Secret Army
- 1980 : 12 épisodes de la série télévisée britannique Buccaneer
- 1981 : Retour au château, mini-série télévisée britannique
- 1981 : 3 épisodes de la série télévisée britannique Dear Enemy
- 1982 : Outside Edge, téléfilm britannique
- 1985 : A.D. : Anno Domini, mini-série télévisée italo-américaine
- 1985 : 1 épisode de la série télévisée britannique Mr. Palfrey of Westminster (en)
- 1985 : 1 épisode de la série télévisée américaine L'Homme qui tombe à pic
- 1986 : 1 épisode de la série télévisée britannique Call Me Mister
- 1986 : 1 épisode de la série télévisée britannique Mission casse-cou
- 1988 : 1 épisode de la série télévisée britannique The Franchise Affair
- 1988 : 1 épisode de la série télévisée britannique South of the Border
- 1989 : 1 épisode de la série télévisée britannique Saracen
- 1989 - 1990 : 33 épisodes de la série télévisée britannique The Bill
- 1989 - 1990 : 2 épisodes de la série télévisée britannique Shelley
- 1990 : 1 épisode de la série télévisée américano-européenne Zorro
- 1990 - 1991 : 3 épisodes du Soap opera britannique Coronation Street
- 1994 : 1 épisode de la série télévisée américaine La Légende d'Hawkeye
- 1995 : 1 épisode de la série télévisée américaine Sliders : Les Mondes parallèles
- 1995 : téléfilm américano-canadien When the Vows Break
- 1994 - 1996 : 11 épisodes de la série télévisée britannique Hurricanes
- 1995 - 1996 : 33 épisodes de la série télévisée américaine Action Man (voix additionnelles)
- 1996 : 1 épisode de la série télévisée franco-canadienne Highlander
- 1996 : Le Destin de Dina, téléfilm américain
- 1996 : Le Titanic, mini-série télévisée américaine
- 1996 - 2000 : 28 épisodes de la série télévisée canadienne Les Aventures de Shirley Holmes
- 1997 : 2 épisodes de la série télévisée britannique Goodnight Sweetheart
- 1998 : 1 épisode de la série télévisée britannique Wycliffe
- 1998 : 1 épisode de la série télévisée britannique Bugs
- 1998 : 1 épisode de la série télévisée britannique La Loi du colt
- 1998 : 1 épisode de la série télévisée américaine Chérie, j'ai rétréci les gosses
- 1999 : 1 épisode de la série télévisée canadienne Cold Squad, brigade spéciale
- 2000 : 1 épisode de la série télévisée franco-américano-canadienne Le Monde des ténèbres
- 2001 : 1 épisode de la série télévisée britannique Affaires non classées
- 2002 : The Jury, mini-série britannique
- 2002 : 1 épisode de la série télévisée américano-canadienne Andromeda
- 2003 : 43 épisodes de la série télévisée d'animation canadienne Gadget et les Gadgetinis (vois additionnelles)
- 2013 : La Croisière mystère, téléfilm américain
- 2016 : 1 épisode de la série télévisée fantastique américaine Once Upon a Time

### Au cinéma
- 1989 : Scandal, film britannique réalisé par Michael Caton-Jones
- 2003 : Fusion, film catastrophe de science-fiction britanno-américain réalisé par Jon Amiel
- 2003 : Out of Bounds, thriller psychologique britannique réalisé par Merlin Ward
- 2013 : Elysium, film de science-fiction américain réalisé par Neill Blomkamp
- 2014 : Scammerhead (en), film canadien réalisé par Dan Zukovic

## Prix et distinctions

### Prix
- Prix Arthur-Ellis 2015 du meilleur roman pour Plague: Murder has a New Friend[1]

### Nomination
- Ian Fleming Steel Dagger Award 2002 pour The French Executioner[2]